# Karl Menzen
Karl Menzen (* 11. April 1950 in Heppingen; † 19. November 2020 in Schönefeld) war ein deutscher Bildhauer, von dem viele Plastiken im öffentlichen Raum zu finden sind.
Er studierte Werkstoffwissenschaft an der Technischen Universität Berlin und schloss mit dem Grad eines Diplomingenieurs ab. Er war Mitarbeiter bei Volkmar Haase und seit 1986 freischaffend tätig. Er lebte und arbeitete in Berlin. Seit 1987 zeigte er seine Werke unter anderem bei Ausstellungen in Berlin, Frankfurt am Main, Dresden, Potsdam, Zwickau, Chemnitz, Amstelveen, Mailand, Mantua und San Sepolcro.
Menzen starb unerwartet am 19. November 2020 in Großziethen in Schönefeld bei Berlin.
Plastiken von ihm stehen im öffentlichen Raum, zum Beispiel in Berlin, Salzgitter, Radebeul, Gröditz (Sachsen), auf dem Kunstwanderweg Hoher Fläming und im Skulpturenpark Schloss Gottorf (Schleswig-Holstein). Beim Kunstwettbewerb zur Südroute des Kunstwanderweges Hoher Fläming erhielt Karl Menzen den 1. Preis.

## Ausstellungen
1988

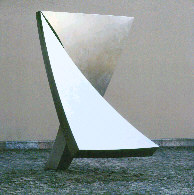
Spaltung – Fügung – Überwindung (Schloß Gottorf, Schleswig)

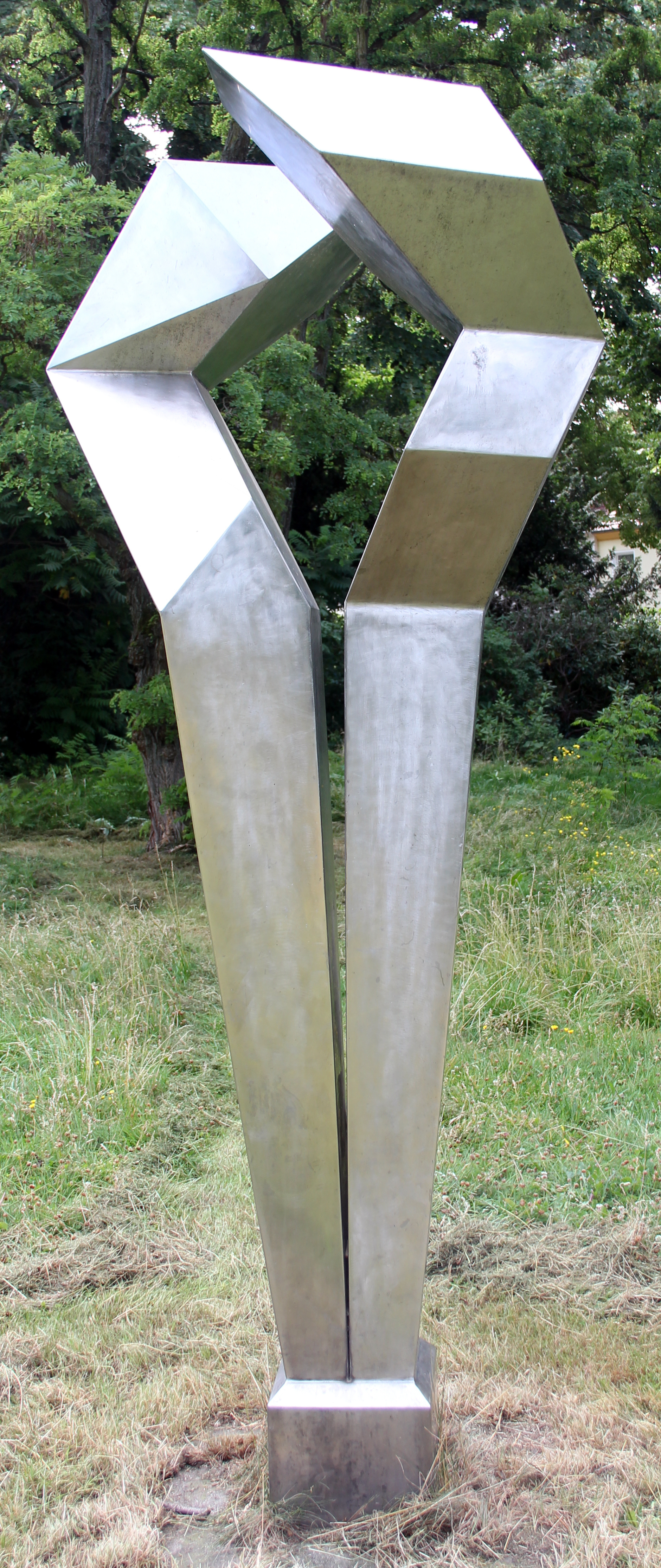
Doppelherme (1988), Manfred von Richthofen Straße in Berlin-Tempelhof

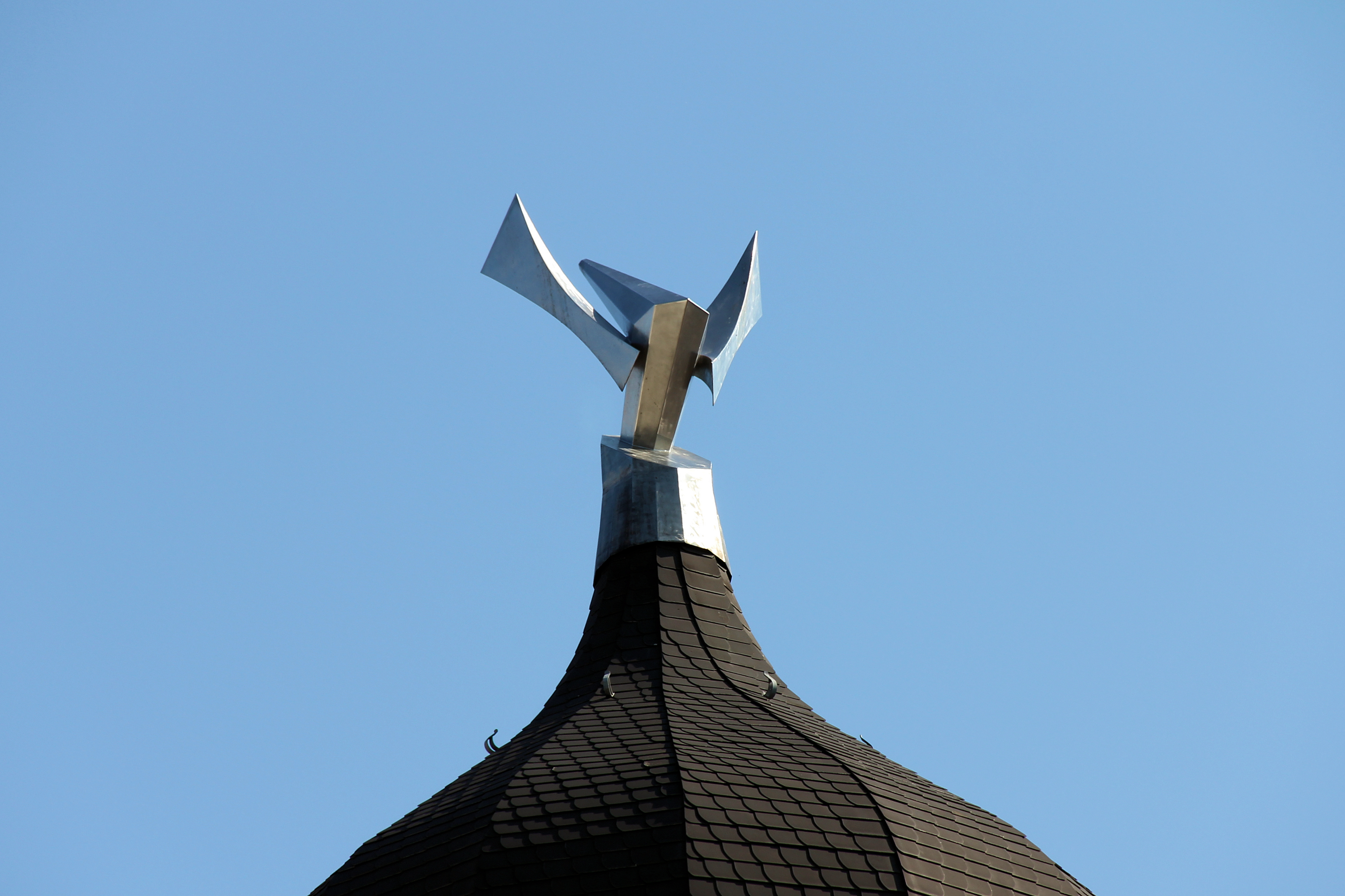
Turmspitze mit Flügeln (1989/90), Kaiserdamm 6a, in Berlin-Charlottenburg

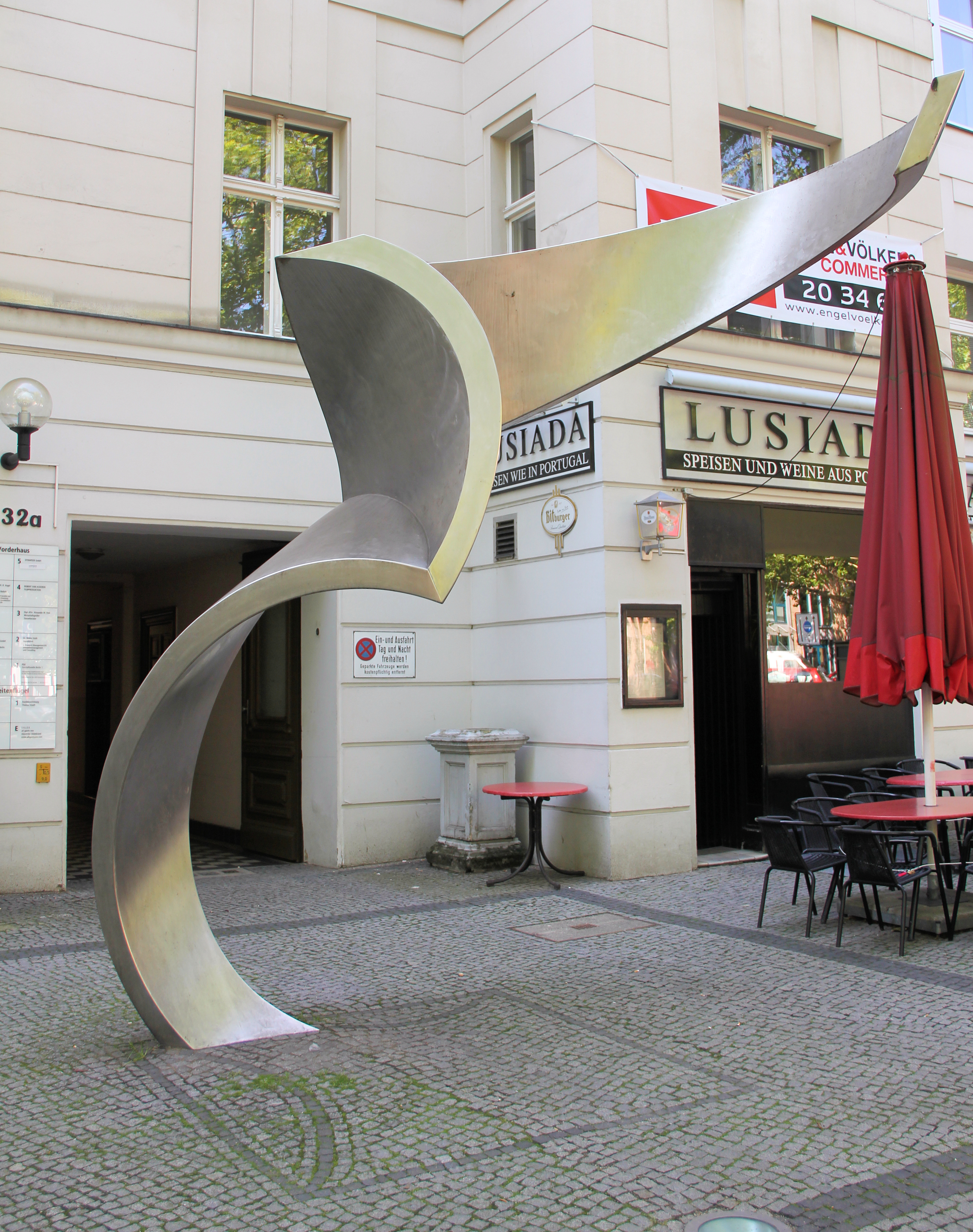
Versus (1993), Kurfürstendamm 132a, in Berlin-Wilmersdorf

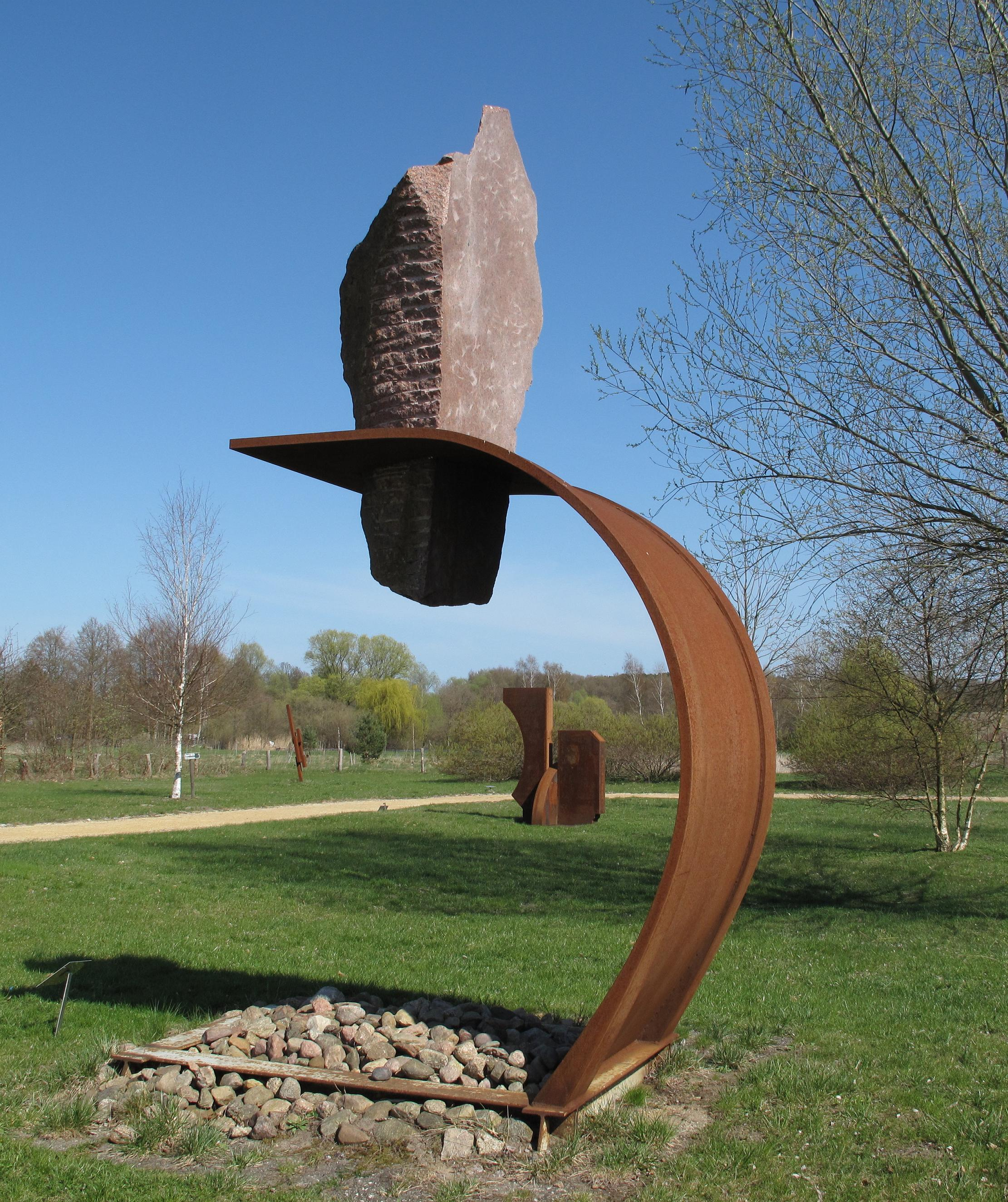
Gegen-Satz (2002), Findlingsgarten in Kähnsdorf

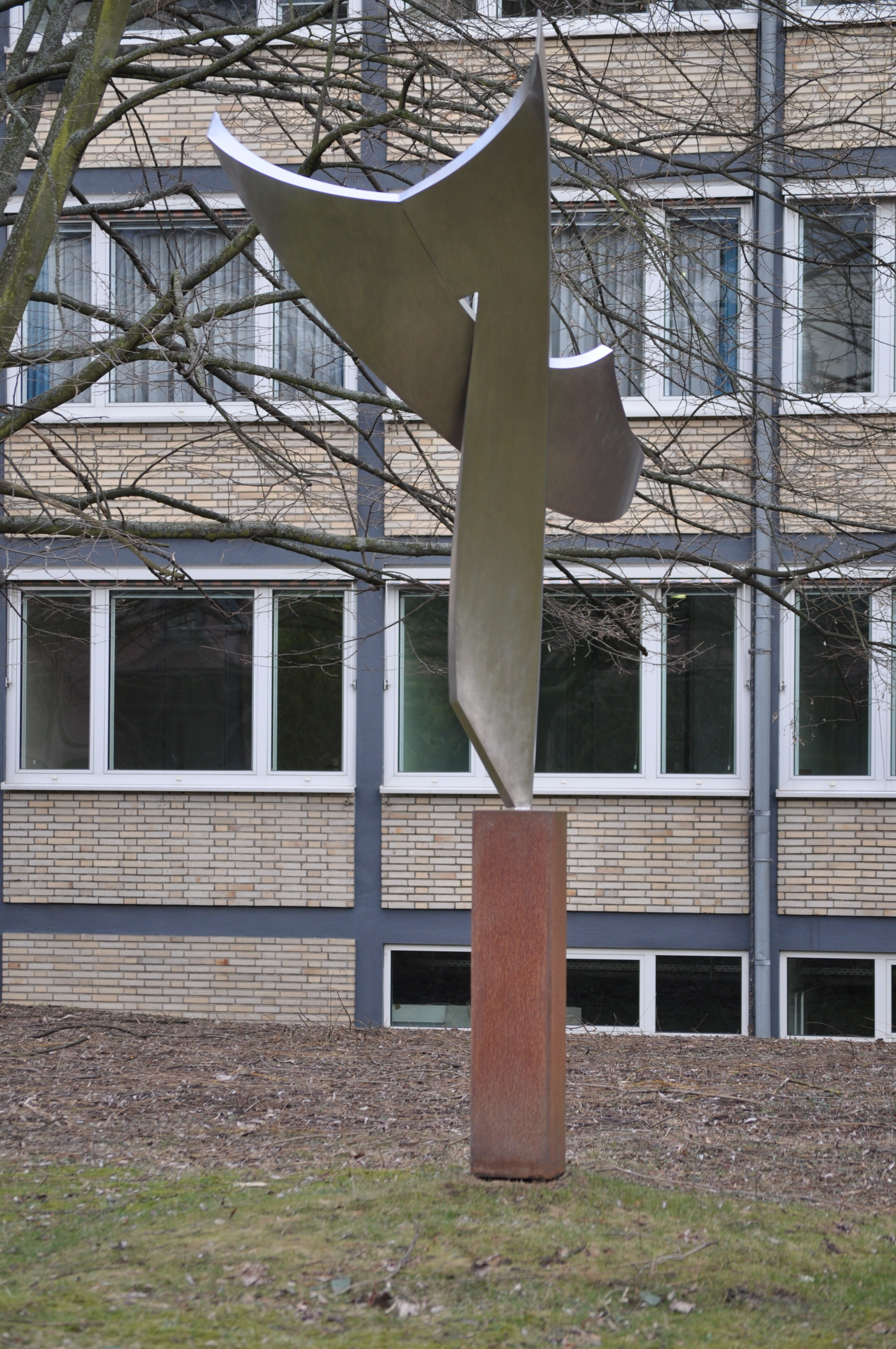
Tanz Solo (2008), Skulpturenallee in Bad Homburg

- Kunststück Farbe (NGBK und Berliner Kulturrat)

1989
- Winterquartier (Kunstamt Schöneberg und NGBK)
- Öffnung mit M. Friedrichs-Friedländer, V. Haase, H. Press (Haus am Lützowplatz, Berlin)
- Skulptur im Park mit V. Haase, Matschinsky-Denninghoff, H. Press, G. Seibert, R. Valenta, (Kunstamt Tempelhof, Berlin)
- Skulptur in Stahl (Kunstamt Tempelhof, Berlin)

1990
- Stahl-Stücke mit Matthias Friedrich (Galerie „orbis pictus“ Berlin)

1991
- Gemini No. 1 mit Frank Mehnert (Galerie am Wall, Waldshut)

1992
- Signalement Berlin 1992 mit V. Haase, Matschinsky-Denninghoff, G. Seibert, R. Valenta
- Ausstellung mit Alfred Schmidt (Galerie am Neuen Palais, Potsdam)

1993
- t.a.n.z. mit Matthias Friedrich und Frank Mehnert (Galerie am Domhof, Zwickau)
- Ausstellung mit Matthias Friedrich und Frank Mehnert (Galerie D 19, Chemnitz)
- Ausstellung mit Frank Mehnert (Klosterpark Altzella, Nossen)

1994
- Licht ins Dunkel mit Nina Neumaier (Meridianhaus auf dem Telegrafenberg, Potsdam)
- Ausstellung mit Margaret Hunter (Galerie am Neuen Palais, Potsdam)
- s.y.n. mit Frank Mehnert (Ehemalige Synagogen in Gelnhausen und Ahrweiler)

1996
- Ausstellung mit Alfred Schmidt (Galerie am Neuen Palais, Potsdam)
- Ausstellung mit Frank Mehnert (Galerie Punkt & Partner, Dresden)
- Skulpturengarten Gruppenausstellung der Galerie Poller, Frankfurt am Main
- Metropoli Gruppenausstellung in Mailand
- Skulpturengarten am Klostersee 10 Bildhauer aus Berlin (Institut für Kunst und Handwerk im LIW, Lehnin)

1997
- Graphit und Stahl Ausstellung mit Heike Stephan im studio bildende kunst (Kommunale Galerie Kulturamt Treptow, Berlin)
- Hommage a Piero della Francesca Ausstellung mit der italienischen Gruppe Venature in Sansepolcro (Arezzo), Italien
- Ausstellung mit der italienischen Gruppe Venature (Palazzo Ducale di Revere, Mantua) Herbstsalon (Galerie am Neuen Palais, Potsdam)
- Maske und Gesicht Gruppenausstellung (Galerie in der Herlengasse, Gelnhausen)

1998
- Ausstellung mit der italienischen Gruppe Venature (Galerie La Posteria, Milano)
- Skulpturenpark 6 Bildhauer im Garten der Galerie Les Beaux Arts, Berlin
- Naturarte Ausstellung mit italienischen Bildhauern im Arsenale di Bertonico, Lodi/Milano
- s.y.n. 2 mit Salvatore Carollo (ehemalige Synagoge in Gelnhausen)

1999
- Skulptur 99 mit Böttscher, Carollo, Haase, Press, Valenta (Skulpturengarten des LIW, Lehnin)
- …gegen den Strom… in Radebeul, Altkötzschenbroda

2000
- Ausstellung mit Ursula Strozynski (Malerei, Grafik) Galerie Hintersdorf im Kunsthof, Berlin
- Mäander in Radebeul, Wasserversorgung und Stadtentwässerung Radebeul

2002
- Nord Art Gruppenausstellung in Büdelsdorf, Schleswig-Holstein
- Steine ohne Grenzen Internationales Bildhauersymposion, Berlin
- Gegen-Satz Findlingsgarten Seddiner See, Kähnsdorf

2003
- Symposion 4. KiC Bildhauersymposion in Büdelsdorf, Schleswig-Holstein
- Ausstellung mit der Gruppe Fluss (Galerie im Rathaus Tempelhof, Berlin)

2004
- Einzelausstellung Galerie am Klostersee, Lehnin
- Ausstellung mit Peter Haller und Volker Henze (Galerie am Dom, Brandenburg)

2005
- Ausstellung mit Klaus Zylla (Galerie am Klostersee, Lehnin)
- Das Kreuz in der Skulptur der Gegenwart Gruppenausstellung in Lehnin
- Farbe und Stahl mit Elvy Lütgen (Kunsthalle Wiesenburg, Brandenburg)
- Ausstellung im Wilhelminenhof in Kiel

2006
- S.T.E.P.S. Gruppenausstellung in Stade
- L.u.s.t. Ausstellung mit Frank Mehnert (Barockgarten Großsedlitz, Sachsen)

2007
- Zwischen Raum Ausstellung mit Beatrice Dettmann (Kunstraum t27, Berlin)
- Ausstellung mit Arno C. Schmetjen (Galerie Ruhnke, Potsdam)

2008
- Ausstellung mit Christl Maria Göthner und Gudrun Petersdorff (Kulturzentrum Englische Kirche, Bad Homburg v. d. H.)
- Kunst-Land-Schaffen Installation mit Frank Mehnert (Kunsthalle Wiesenburg, Brandenburg)
- swop Ausstellung der Gruppe Fluss, Berlin, mit der Gruppe Block, Budapest (Haus am Kleistpark, Berlin)
- bir Ausstellung der Gruppe Fluss im Türkischen Haus, Berlin

2021
- Karl Menzen – Versuch einer Retrospektive, Schloss Britz[3]